# Alberto Crespo
Pour les articles homonymes, voir Crespo.
Alberto Crespo (né le 16 janvier 1920 à Buenos Aires et décédé le 4 août 1991 dans sa ville natale) est un ancien pilote argentin de course automobile, qui disputa surtout des épreuves routières en Argentine. Il tenta sa chance en Europe à l'occasion du Grand Prix d'Italie 1952, au volant d'une Maserati, mais ne parvint pas à se qualifier.